# Rastriya Gaan
"Rastriya Gaan" (Nepalees voor "Volkslied") was van 1962 tot 19 mei 2006 het volkslied van Nepal.
Er bestaat geen duidelijkheid over de oorsprong van de melodie. Tot eind 19e eeuw werden bij gelegenheid plaatselijk bekende deuntjes gespeeld, of zelfs variaties op het thema van het Engelse volkslied God Save the Queen. Volgens sommigen was het de eerste minister die vond dat hier een einde aan moest komen, en droeg hij de militaire kapel op een lied te componeren. De kapelmeester Dr AM Pathan zou vervolgens het lied hebben gecomponeerd in 1899. Volgens anderen is echter de componist Bakhat Bahadur Budhapirthi de werkelijke auteur, ook in 1899. Mogelijk ligt er een misverstand met twee verschillende liederen ten grondslag aan de vergissing.
De tekst is geschreven door Sri Chakra Pani Chalise in 1924 als eerbetoon aan de toenmalige leider, Shri Panch Maharajadhiraja. Het parlement is bezig om op allerlei gebieden de macht van de huidige koning Gyanendra in te perken. Afschaffing van het oude volkslied maakt daar deel van uit. Het land bevindt zich thans (2006) in een overgangsperiode, en een nieuw volkslied is nog niet gekozen.

## Tekst
| Voorlopige nieuwe tekst गम्भीर वीर नेपाली पुकारौ जय प्रेमले छरोस् ज्योति जगतमा हाम्रो प्यारो नेपालले बनोस न्यायको दीप संसार खुलोस प्रेमले हिडौ महान लक्षमा हामी नेपाली साराले | Oude tekst श्रीमान् गम्भीर नेपाली प्रचण्ड प्रतापी भूपति श्री ५ सरकार महाराजाधिराजको सदा रहोस् उन्नति राखुन् चिरायु ईशले प्रजा फैलियोस् पुकारौ जय प्रेमले हामी नेपाली साराले | Transliteratie gambhira bîra nepâlî pukâraun jaya premale chharos jyoti jagatma hâmro pyaro nêpâlale banos nyâyako dîpa sansâr khulos prêmalê hîdaun mahân lakshyamâ hâmî nêpâlî sârâlê. | Vertaling Moedige en kalme Nepalees, Bid met opgetogen hart, Dat mijn geliefde Nepal Eenieder mag verlichten, Dat het een baken van gerechtigheid mag zijn, Dat de wereld liefde toont. Laat ons hoger doel nastreven, Elke Nepalees tezamen. |

| Voorlopige nieuwe tekst: गम्भीर वीर नेपाली पुकारौ जय प्रेमले छरोस् ज्योति जगतमा हाम्रो प्यारो नेपालले बनोस न्यायको दीप संसार खुलोस प्रेमले हिडौ महान लक्षमा हामी नेपाली साराले | Oude tekst: श्रीमान् गम्भीर नेपाली प्रचण्ड प्रतापी भूपति श्री ५ सरकार महाराजाधिराजको सदा रहोस् उन्नति राखुन् चिरायु ईशले प्रजा फैलियोस् पुकारौ जय प्रेमले हामी नेपाली साराले | Transliteratie: gambhira bîra nepâlî pukâraun jaya premale chharos jyoti jagatma hâmro pyaro nêpâlale banos nyâyako dîpa sansâr khulos prêmalê hîdaun mahân lakshyamâ hâmî nêpâlî sârâlê. | Vertaling: Moedige en kalme Nepalees, Bid met opgetogen hart, Dat mijn geliefde Nepal Eenieder mag verlichten, Dat het een baken van gerechtigheid mag zijn, Dat de wereld liefde toont. Laat ons hoger doel nastreven, Elke Nepalees tezamen. |